# Smrtící virus (seriál)
Smrtící virus (v anglickém originále The Passage) je americký seriálový thriller, který od 14. ledna 2019 vysílá stanice Fox. Tvůrkyní seriálu, jenž je založený na trilogii knih od Justina Cronina, je Liz Heldens. Hlavní role hrají Mark-Paul Gosselaar, Saniyya Sidney, Jamie McShane, Caroline Chikezie, Emmanuelle Chriqui, Bianna Howeye, McKinley Belcher III, Henry Ian Cusick a Vincent Piazza. Seriál byl objednán 8. května 2018. Premiéru měl dne 14. ledna 2019.
Dne 10. května 2019 byl seriál po jedné řadě zrušen.

## Synopse
Příběh seriálu sleduje projekt zvaný Noe, tajnou zdravotnickou základnu, kde vědci experimentují s nebezpečným virem ve snaze vytvořit lék, který dokáže vyléčit různé druhy nemocí. Nicméně to sebou nese následky, jež by mohly zničit lidstvo.

## Obsazení
- Mark-Paul Gosselaar jako Brad Wolgast[6]
- Saniyya Sidney jako Amy Bellafonte
- Jamie McShane jako doktor Tim Fanning[7]
- Caroline Chikezie jako doktorka Major Nichole Sykes[7]
- Emmanuelle Chriqui jako doktorka Lila Kyle[8]
- Brianne Howey jako Shauna Babcock
- McKinley Belcher III jako Anthony Carter[9]
- Henry Ian Cusick jako doktor Jonas Lear
- Vincent Piazza jako Clark Richards[10]

## Seznam dílů
| Č. v seriálu | Č. v řadě | Původní název                              | Režie                       | Scénář                         | Premiéra v USA  |
| ------------ | --------- | ------------------------------------------ | --------------------------- | ------------------------------ | --------------- |
| 1            | 1         | Pilot                                      | Jason Ensler a Marcos Siega | Liz Heldens                    | 14. ledna 2019  |
| 2            | 2         | You Owe Me a Unicorn                       | Jason Ensler                | Liz Heldens                    | 21. ledna 2019  |
| 3            | 3         | That Never Should Have Happened to You     | Jason Ensler                | Peter Elkoff                   | 28. ledna 2019  |
| 4            | 4         | Whose Blood Is That?                       | Allison Liddi-Brown         | Daniel Thomsen                 | 4. února 2019   |
| 5            | 5         | How You Gonna Outrun the End of the World? | Jeffrey Nachmanoff          | Joy Blake                      | 11. února 2019  |
| 6            | 6         | I Want to Know What You Taste Like         | Jessica Lowrey              | Dennis Saldua                  | 18. února 2019  |
| 7            | 7         | You Are like the Sun                       | Eduardo Sanchez             | Kate Erickson                  | 25. února 2019  |
| 8            | 8         | You Are Not That Girl Anymore              | Ti West                     | Peter Elkoff a C.A. Johnson    | 4. března 2019  |
| 9            | 9         | Stay in the Light                          | Jason Ensler                | Daniel Thomsen a Vanessa Gomez | 11. března 2019 |
| 10           | 10        | Last Lesson                                | Mark Tonderai               | Liz Heldens a Joy Blake        | 11. března 2019 |